# Franz Xaver Schweyer

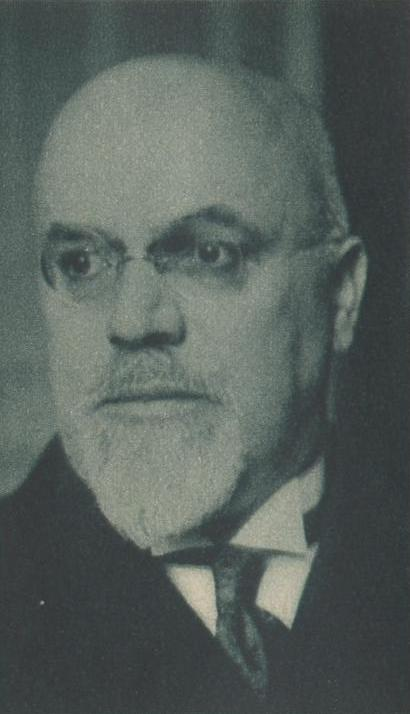
Franz Xaver Schweyer, 1925

Franz Xaver Schweyer (* 26. August 1868 in Oberzell; † 10. November 1935 in München) war ein deutscher Jurist und Staatswirtschaftler, Verwaltungsbeamter und Politiker (BVP), zuletzt bayerischer Innenminister (1921–1924).

## Leben
Nach dem Abitur am Gymnasium bei St. Stephan in Augsburg absolvierte Schweyer ein Studium der Staatswirtschaft und der Rechtswissenschaften und wurde in beiden Fächern promoviert. Während seines Studiums wurde er Mitglied der KDStV Aenania München im CV. 1922 gehörte er zu den Gründern der KDStV Trifels München. Er trat 1898 in den bayerischen Verwaltungsdienst ein, er war ab 1900 Bezirksamtsassessor in Haßfurt, seit 1903 im Kultusministerium tätig, von 1909 bis 1911 Bezirksamtmann (d. h. Landrat) in Marktoberdorf und ab 1911 im Dienst des Bayerischen Innenministeriums als Regierungsrat, Oberregierungsrat und Ministerialrat. Ab 1919 war er Ministerialdirektor im Reichsarbeitsministerium in Berlin.

## Öffentliche Ämter
Schweyer war Mitglied der Bayerischen Volkspartei (BVP). Er war 1920/21 Staatssekretär im bayerischen Innenministerium. Er wurde am 21. September 1921 als bayerischer Staatsminister für Inneres in die von Ministerpräsident Hugo Graf von Lerchenfeld-Köfering geführte Staatsregierung berufen und gehörte auch der von Eugen Ritter von Knilling geleiteten Folgeregierung an. 1922 schlug er den Parteiführern in Bayern vor, Hitler des Landes verweisen zu lassen, was aufgrund dessen damaliger Staatenlosigkeit möglich gewesen wäre. Dies wurde jedoch durch den Einspruch und die Rhetorik des Sozialdemokraten Erhard Auer verhindert. Beim Hitler-Ludendorff-Putsch wurde er von Rudolf Heß kurzzeitig gefangen genommen und verschleppt. In Reden vor dem Landtag übte er starke Kritik an linksradikalen wie rechtsradikalen Strömungen in Bayern.
Am 1. Juli 1924 musste er aus der Regierung ausscheiden, da er sich zum Feind der nationalistischen Partei DNVP, des Koalitionspartners der BVP, gemacht hatte. Er fand das „politische Bandenwesen, das Hitler in München organisierte, immer unerträglicher“. Im Ruhestand übte er im Buch Politische Geheimverbände und im Artikel Nationalsozialismus des Staatslexikons massive Kritik an Hitler und der NSDAP. Nach der Machtübernahme der Nationalsozialisten wurde Schweyer ohne Gerichtsurteil mehrere Monate in München-Stadelheim inhaftiert und mit zahlreichen Prozessen drangsaliert.
Im Gefängnis erlitt Franz Xaver Schweyer einen Schlaganfall, an dessen Folgen er am 10. November 1935 im Alter von 67 Jahren starb.

## Grabstätte
Die Grabstätte von Franz Schweyer befindet sich auf dem Münchner Waldfriedhof (Grabnr. 147-W-13).

## Ehrungen
Die katholische Kirche nahm Franz Schweyer im Jahr 1999 als Glaubenszeuge in das Deutsche Martyrologium des 20. Jahrhunderts auf.

## Namensgeber für Straße
Nach Franz Schweyer wurde 2021 in München im Stadtteil Maxvorstadt die Franz-Xaver-Schweyer-Straße benannt.

## Schriften
- Politische Geheimverbände. Herder Freiburg 1925.